# Bęben szamański

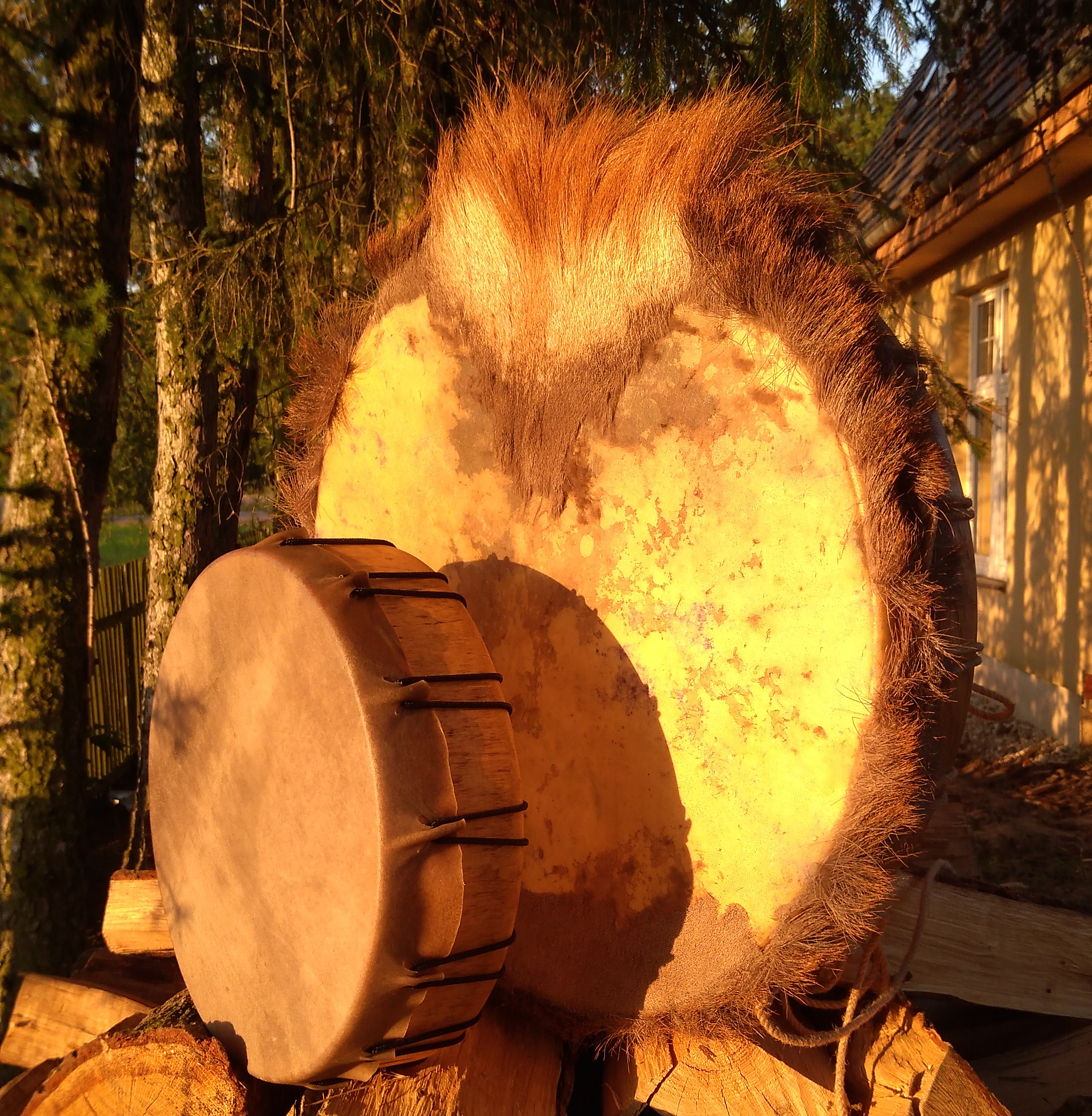
Bębny szamańskie wykonane współcześnie przez twórcę instrumentów Jacka Żelazka, 2017

Bęben szamański – instrument należący do grupy bębnów obręczowych. Owalny bądź okrągły. Zbudowany z drewnianego korpusu oraz skórzanej membrany. Wykorzystywany przez szamanów w trakcie ceremonii szamańskich w celu wprowadzenia siebie w trans i uzyskania kontaktu ze światem duchowym. Według Mircea Eliade'go "Bęben odgrywa pierwszoplanową rolę w ceremoniach szamańskich. Jego symbolika jest złożona, a magiczne funkcje wielorakie. Jest niezbędny dla przebiegu seansu, gdyż zanosi szamana do Środka Świata, pozwala mu latać w przestworzach, wzywa i więzi duchy, a wreszcie gra na bębnie pozwala szamanowi skoncentrować się i na nowo nawiązać kontakt ze światem duchowym, dzięki któremu przygotowuje się do podróży". Bęben szamański mieści się tym samym w uniwersum znaczeniowym szamanizmu. 

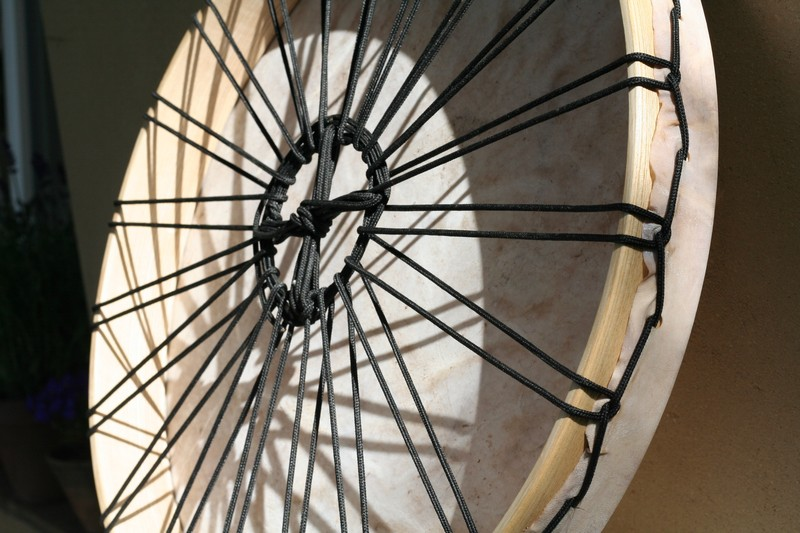
Naciąg sznurkowy bębna szamańskiego

## Budowa
Bęben szamański zbudowany jest z drewnianej obręczy, skórzanej membrany, naciągu ze skóry lub sznurka, w niektórych kulturach metalowych przedmiotów spełniających funkcję dzwonków. Średnica bębna waha się w przedziale od dwudziestu kilku do sześćdziesięciu kilku centymetrów, natomiast wysokość obręczy od 6 do kilkunastu centymetrów. Tradycyjnym materiałem na korpus bębna szamańskiego jest drewno. Do tradycyjnych metod wyrobu obręczy należy:
- wydrążenie lub wypalenie wnętrza pnia ściętego drzewa,
- wygięcie deski drewnianej w okrąg, poprzez poddanie jej wysokiej temperaturze, dzięki której zyskuje właściwości plastyczne,
- klejenie drewnianych bloczków.

Współcześnie wykorzystuje się również drewnianą sklejkę.
Membrana bębna szamańskiego wykonana jest ze skór zwierzęcej – krowiej, końskiej, koziej, jeleniej, sarniej, a także z łosia, bizona i renifera. Skóra na bębnie może zawierać obrazy. Z malowanymi bębnami spotykamy się m.in. u Jakutów, Saamów, Tunguzów, Ostiaków, Ałtajczyków. Malowidła te przedstawiają zwierzęta totemiczne, uniwersum symboliczne – w szczególności strukturę świata podzielonego na Piekło, Ziemię i Niebo, Drzewo Świata, tęczę.
Wśród bębnów szamańskich pochodzących z obszarów Syberii spotyka się również metalowe części bębna. Są to różnego typu dzwonki, wyobrażenia duchów lub zwierząt, strzały. Każdy z tych elementów ma swoje przeznaczenie i rolę w procesie uzdrawiania.

## Nazewnictwo
Wśród ludów wykorzystujących bęben szamański funkcjonuje wiele nazw tego instrumentu. Niektóre z nich to:
- koń szamana, kozioł szamana – nazwy funkcjonująca wśród Sojotów,
- czarny jeleń – nazwa funkcjonująca wśród plemion mongolskich,
- łuk, śpiewający łuk – nazwa funkcjonująca wśród Juraków[1].

## Funkcje bębna szamańskiego
W antropologii społecznej wskazuje się szeroką rolę bębna szamańskiego w kulturze rdzennych ludów wielu regionów świata. Najwięcej badań na ten temat przeprowadzono na obszarze Syberii (por. Mircea Eliade, op.cit). Tak jak szaman pełni służebną rolę wobec społeczności, w której funkcjonuje, tak bęben szamański służy szamanowi w jego mistycznych podróżach. Opis seansu leczniczego prowadzonego przez szamana mongolskiego w XX wieku znajduje się np. w książce Opowieść ojca, przez mongolskie stepy w poszukiwaniu cudu – "Z odzieniem na ramionach Gost sięgnął po przybranie głowy i maskę z piórami jastrzębia lub orła. Kiedy włożył ją na głowę, ukrywając w ten sposób twarz, zmienił się ni to w zwierzę, ni człowieka. (...) Nieporuszony Gost uniósł pałeczkę i najpierw cicho, a potem coraz głośniej zaczął wybijać rytm, który uniósł go tam gdzie zwykł udawać się, kiedy kogoś uzdrawiał". Autorzy wielu badań wskazują, że bęben szamański jest środkiem umożliwiającym podróż ekstatyczną, w trakcie której szaman udaje się po poradę jak uleczyć osobę, która zwróciła się do niego o pomoc. Inną funkcją bębna szamańskiego jest wprowadzenie w trans słuchaczy w celu umożliwienia im przebycia własnej duchowej podróży. Opis takiego przeznaczenia gry na bębnie szamańskim spotykamy w książce Malidomy Patrica Some Z wody i ducha. Rytuały, magia i inicjacja w życiu afrykańskiego szamana: "U Dagarów bęben jest środkiem  transportu przenoszącym słuchacza w inne światy. Tylko odgłos bębna ma moc, umożliwiającą podróżowanie w ten szczególny sposób".
Współcześnie bęben szamański jest wykorzystywany nie tylko przez szamanów, ale szeroką grupę osób pragnących poprzez grę wchodzić w stan transu, medytować bądź wspierać taniec czy śpiew. Bęben szamański ma zastosowanie również w pracy psychoterapeutów i muzykoterapeutów. Oddziaływanie bębna szamańskiego na pacjenta dokonuje się poprzez wpływ wibracji na ludzkie ciało oraz wpływ rytmu na mózg.